# Coroa sueca
A coroa sueca (svensk krona; kr) é a moeda oficial em uso na Suécia desde 1873.  A Suécia mantém a sua moeda pois decidiu não aderir à moeda única da União Europeia, o euro, sendo esta decisão tomada no referendo sobre a adesão ao euro em 2003.
A moeda é dividida em 100 öre, mas, desde 2010 que não são produzidas moedas de valor inferior a 1 coroa.  As moedas atuais são: 1 coroa, 2 coroas, 5 coroas, 10 coroas. As notas atuais são: 20 coroas, 50 coroas, 100 coroas, 200 coroas, 500 coroas e 1000 coroas. 

## Relação com o euro
Em 2014, o apoio à adesão da Suécia ao euro entre a população em geral é baixo. Em setembro de 2013, o apoio caiu para 9%. O único partido no Riksdag que apoia a entrada da Suécia no euro (em 2015) é o Partido Liberal. 

## Sociedade sem dinheiro
Os níveis de circulação de dinheiro per capita foram reduzidos em 51% em relação ao pico de 2007 em comparação a 2018. Especulações sobre a Suécia declarar todas as notas e moedas inválidas em alguma data futura são generalizadas na mídia, com Björn Ulvaeus como um famoso defensor de uma Suécia sem dinheiro, o que ele acredita que resultará em uma sociedade mais segura, porque um simples roubo envolverá roubar bens que devem ser cercados.
A e-krona (coroa eletrônica) é uma moeda eletrônica proposta para ser emitida diretamente pelo Riksbank. Ela é diferente das transferências eletrônicas usando dinheiro de banco comercial, pois o dinheiro do banco central não tem risco de crédito nominal, pois representa uma reivindicação ao banco central, que não pode ir à falência, pelo menos não para dívidas em coroa sueca.
O uso decrescente de dinheiro na Suécia será reforçado ciclicamente. À medida que mais empresas descobrem que podem funcionar sem aceitar dinheiro, o número de empresas que se recusam a aceitar dinheiro aumentará. Isso reforçará a necessidade de mais e mais cidadãos obterem o aplicativo Swish, que já é usado por metade da população. Os caixas eletrônicos, que são controlados por um consórcio bancário sueco, estão sendo desmantelados às centenas, especialmente em áreas rurais.

## Ver tambem
- Economia da Suécia